# 名偵探福爾摩斯
《名偵探福爾摩斯》（日语：名探偵ホームズ），是在朝日電視台播映的日本東京電影新社與義大利國營廣播公司義大利廣播電視公司（RAI）合作的日本電視動畫。改編自英國推理作家亞瑟·柯南·道爾的作品《福爾摩斯探案》（Canon of Sherlock Holmes）。日本自1984年11月6日播至次年1985年5月20日，全26集。台灣曾由中視以《萬能小偵探》譯名播出。在香港播出時譯名為《妙犬神探》。
初期集數中，宮崎駿擔任其中五集的導演、分鏡等職務。

## 作品概要

### 內容
雖然借用了原作的登場人物與舞台，但本故事卻幾乎已經變成原創的故事。登場人物全部都使用擬人化的狗代替，故事以兒童導向為主，每話都以莫里亞蒂教授與他的兩個部下一起做著壞事勾當，這樣的事情卻被出現的福爾摩斯加以阻止。推理小說的色彩感覺上較為薄弱，然而取而代之的是，教授奇怪的新發明，還有以警察隊與教授互相追逐等情節，整體故事都沉浸在明亮且愉快的氣氛中。原作中大部分竊盜事件和殺人事件故事中都沒有出現。（但是在「小瑪莎的大事件」和「花斑帶」裡有卻有描寫著殺人未遂的企圖）。
與原作相異，本故事的犯人只有莫里亞蒂教授，警察方面單人搜查人員被固定由雷斯垂德探長來擔任（少數例外），登場人物的角色被簡化了。

### 在播出時
義大利國營廣播公司RAI與義大利民間製作公司REVER一起來要求製作這部動畫。REVER向日本的東京電影新社提出共同製作，來實現日義合作作品。實際上制作是由東京電影新社旗下的Telecom Animation Film（簡稱Telecom）來完成的。
當初本來是打算由Telecom的青年中心製作，而宮崎駿將它備份起來，並讓宮崎駿來擔任導演。
在1982年他已經製作好了6話，但後來製作卻一時中斷了。理由據說是與福爾摩斯探案的原作者柯南·道爾的遺族間的權利問題尚未解決，根據擔任製作的竹內孝次所說，在獲得進行著作權的談判的義大利方面的動作遲緩，日本方面見這情況就踩了剎車，Telecom方面只好改製作動畫電影《小尼莫》，並使得製作方面中斷。
未被採用的本作品數次在雜誌上被提及，後來本作品在德間書店的雜誌《Animage》上記載了作品的上映宣傳活動。而且，在與德間書店製作宮崎駿導演的劇場動畫《風之谷》一起被選擇為同時上映的2部作品，並在1984年3月本作品終於重見天日了。
以這家電影院公開的決定成為了契機，並在1984年2月左右開始獲得廣告代理商的電視贊助，製作得以再次進行。朝日電視台也決定播出。
但宮崎駿卻退出了製作，而為了繼承宮崎導演的方向，讓擔任演出《魯邦三世 (TV第2期)》的主要人員御廚恭輔來製作。原本打算在東京電影新社製作此動畫，可是製作部門那並沒有備用的房間，沒有辦法只好向Studio Gallop請求每個月製作兩個到三個的統包，在製作方面總算起了作用。
還有，原作問題因為一直無法得到解決，因此在劇場公播版上取消柯南·道爾為原作作者的名字，不過電視播出的時候是以原作柯南·道爾的樣子來紀錄他的名字。
來自英國的留學生夏目金之助（夏目漱石）還有開始讓郵政飛機登場等情節出現在故事裡，時代的故事是以1900年左右的英國為舞台背景來製作。並讓「花斑帶探案」和「藍柘榴石探案」、「工程師拇指探案」等原作的主題登場於動畫上，算是給原作的忠實讀者的輕微給書迷優待，「巴斯克維爾的獵犬」因為其情節不是適合兒童的故事，因此義大利國營廣播公司RAI方面不打算採用這故事，主要原因是要壓抑像原作般那種陰森恐怖的氣氛
電視版福爾摩斯的配音請到的是時常為英國的喜劇節目《蒙提·派森》和多數洋片（英國電影007等）等外語配音而出名的廣川太一郎來詮釋。還有，莫里亞蒂教授是由大塚周夫來配音。
電影版2篇福爾摩斯的配音是由柴田侊彥來詮釋。
還有，REVER的工作人員馬可·帕哥特（Marco Pagot）與吉·帕哥特（Gi Pagot）也是之後「飛虎奇兵」的工作人員，那也是另一部日義攜手共同合作的作品。

## 登場人物[10]

### 貝克街221B號
- 夏洛克·福爾摩斯（Sherlock Holmes，電視版：廣川太一郎、劇場版：柴田侊彥）

香港TVB粵語配音：馮錦倫
本作的主角是個私家偵探。角色設定是比原作還要健康的年輕設定，他有吸煙的習慣不過幾乎都是叼著煙斗，並沒有打古柯鹼的習慣。
愛車是原始賓士，不過已經被破壞而調整過好幾次了。有著演奏小提琴與做化學實驗的興趣，有使用氨做香水，用氫做果汁的奇妙實驗。
他是對於自己寄宿的房東哈德遜夫人所憧憬的多數男性的其中一人，常常尊重她的態度。但是，在原作裡他對女性的關心很薄弱。在英語版裡他被稱為：夏洛克·洪德（Sherlock Hound）。
- 華生博士（Dr. Watson，配音員：富田耕生）

香港TVB粵語配音：源家祥
福爾摩斯的夥伴。他是位聽取福爾摩斯推理的角色，是個中年並有點胖的大叔醫生。愛槍是恩菲爾德左輪手槍。次回預告是由他華生擔任的。
在第1話時認識福爾摩斯，到第2話時才和福爾摩斯一起寄宿生活。他是對於自己寄宿的房東哈德遜夫人所憧憬的多數男性的其中一人，從第2話後他沉浸在哈德遜夫人的美麗，並開始有反覆形跡可疑的行動。基本上他對美女沒轍。
- 哈德遜夫人（Mrs. Hudson，電視版：麻上洋子、劇場版：信澤三惠子）

香港TVB粵語配音：袁淑珍
福爾摩斯與華生寄宿地方的房東，倫敦的第一美女。本名是瑪麗·哈德遜（Marie Hudson）。一個19歲的寡婦。雖然看起來是個老實的貴婦人，不過對於車輛的駕駛和使用手槍（這是她的「一個興趣」）的實力方面都是相當可靠的，她是個膽子很大的人物。當她被莫里亞蒂一夥綁架時，他們一夥卻被她端莊嫻雅的美感給迷惑住了，反而想盡辦法討好她。在新婚時她的丈夫吉姆因為飛機事故而死，因此她有存有對飛機方面的創傷。在劇場版裡她被稱為：艾里遜夫人（Mrs. Ellison）。
- 吉姆·哈德遜（Jim Hudson）

在第10話湯米的回憶中登場。瑪麗·哈德遜的丈夫。在新婚當天發生飛機事故而死。

### 莫里亞蒂一夥
- 莫里亞蒂教授（Professor Moriarty，配音員：大塚周夫）

香港譯名：莫雅第，TVB粵語配音：張英才
壞蛋的頭目。與其說是「狗」，不如說臉比較接近「狼」。時常穿著白色燕尾服、大禮帽與披風的華麗智慧犯。事情搞砸時他時常斥責兩個部下，但是他本人也一樣常搞砸。被福爾摩斯說「那個混蛋（あんにゃろめ）」、「那個畜生（あんちくしょう）」。在原作中他是偉大的天才數學家，是個很難見到的巨大犯罪組織的首領。
個性以自我中心卻又像個小孩子一般，因為那樣他曾有數次企圖殺了幫他完成事情的人還有妨礙他的人，但是真的殺人他卻一次也沒有做到，他說「自己從來沒有嘗試殺人有成功過」。在綁架哈德遜夫人的時候對她很溫柔並崇拜她，表現出了他對女性沒轍的一面。
因為犯罪時投入新的大型機器，讓他慢慢的變得很貧窮。落到要捕秘密基地裡的河魚、公園裡的鯉來烹調，或是吃麵包皮還有飲用水等食物來生活的地步。他喜歡吃的食物牛腎派與龍蝦。喜歡易容和最新技術，與亞森·羅蘋很相似。
目標被稱為是「犯罪界的拿破崙」。在劇場版裡他被稱為：莫羅亞契教授（Professor Moroache）。
- 史麥利（Smiley，電視版：千田光男、劇場版：二又一成）

香港TVB粵語配音：馮志潤
莫里亞蒂的部下。原是孟加拉海盜（在宮崎導演當初的設定是沒有的。陶德也是一樣）。有著又高又瘦的身體而且心地善良。動畫原創角色。擅長使用長槍。角色的原案是宮崎駿以工作人員近藤喜文為原型描寫的。
- 陶德（Todd，電視版：增岡弘、劇場版：肝付兼太）

香港TVB粵語配音：林保全
莫里亞蒂的部下。原是孟加拉海盜。史麥利的大哥。動畫原創角色。同樣是以工作人員友永和秀為原型所描寫的。

### 倫敦警察廳
- 雷斯垂德探長（Inspector Lestrade，電視版：飯塚昭三、劇場版：玄田哲章）

香港譯名：李斯雷，粵語配音：黃兆強
蘇格蘭場的探長。帶領警察隊追捕莫里亞蒂一夥。鬥牛犬是其原型，很熱血且倔強剛毅的正義漢，但也經常失敗。在劇場版裡他被稱為：雷斯傳特探長（Inspector Lestrante）。
- 警官A（Police A，配音員：古田信幸）

在第4話、第7話、第14話、第16話、第17話、第20話、第21話、第24話登場。名字不詳，雷斯垂德探長常帶的部下。
- 警官B（Police B，配音員：櫻田祐一→廣瀨正志）

在第4話、第7話、第14話、第16話、第17話、第20話、第21話、第24話登場。名字不詳，雷斯垂德探長常帶的部下。
- 警察總監（Superintendent General，配音員：加藤正之）

在第24話登場。雷斯垂德探長的上司，在大笨鐘被偷時對雷斯垂德說這不只你會被革職，我也可能會被開除，而非常擔心，希望雷斯垂德趕快抓到犯人。

### 客串角色
- 喬治勳爵（Lord George，配音員：今西正男）

在第1話登場。與女兒芭芭拉一起過著逃亡的生活。實際上原本是孟加拉海盜，因為背叛同伴而遭到其成員追殺。
- 芭芭拉·喬治（Barbara George，配音員：土井美加）

在第1話登場。喬治爵士的獨生女。從半年前開始就與父親過著逃亡的生活。
有著非常害怕的眼神，其實她是真的需要幫助。
- 船長（Captain，配音員：緒方賢一）

在第1話登場。福爾摩斯與華生搭乘的「愛特蘿波絲號（The Atropos）」的船長。
之後他發現被陶德與史麥利破壞的發動機而拼命的進行修復。
- 海盜（Pirate，配音員：鄉里大輔）

在第1話登場。喬治勳爵昔日的犯罪夥伴，為了拿回被被叛徒喬治勳爵帶走孟加拉寶石。窮追不捨的追趕著他。
- 桑普頓先生（Mr. Sampton，配音員：辻村真人）

在第2話登場。銀行家。薩爾的父親。在宴會中馬薩林的皇冠被盜而擔心不已。
之前非常反對薩爾與席爾茲結婚，但在皇冠失而復得後就願意他們倆在一起。
- 薩爾·桑普頓（Sal Sampton，配音員：堀川亮）

在第2話登場。桑普頓的兒子。本希望和席爾茲結婚，但是父親非常反對。在皇冠竊盜事件時被當成嫌犯。
- 席爾茲小姐（Miss Shields，配音員：高橋美紀）

在第2話登場。薩爾的情人。為了要洗清情人薩爾的嫌疑，而來委託福爾摩斯的少女。
- 客人（Quest，配音員：大山高男）

在第2話登場。參加桑普頓宴會的男性。因為有事情要說而叫住了桑普頓。
- 維克多·海瑟里（Victor Hatherley，配音員：神谷明）

在第3話登場。壓機工程師，瑪莎的父親。他在報紙上看到求職欄看到招募廣告，結果到其處所卻被莫里亞蒂給監禁起來，要求他修理偽幣製造機。在寫給瑪莎的信上有寫自己的工作地點愛福特（Eyford）。
- 瑪莎·海瑟里（Martha Hatherley，配音員：佐佐木留恩）

在第3話登場。工程師海瑟里的獨生女。住在倫敦東區的女孩子。母親已經過世了，他與住在附近的鄰居約翰關係很好。
因為看到工作未歸的工程師父親寫的信，就從倫敦東區走到貝克街很長的距離來拜訪福爾摩斯的女孩子。
- 約翰（John）

在第3話登場。住在瑪莎家附近的男孩子，和瑪莎關係很好，他家中還有母親和年幼的妹妹。
- 荷莉夫人（Mrs. Holly）

在第3話登場。瑪莎想要委託福爾摩斯尋找的流浪貓，巨大而且兇惡，耳朵後面還有燒焦的痕跡，牠還育有一隻年幼的小貓。
- 董事長（The President，配音員：藤本讓）

在第3話登場。倫敦城市銀行的董事長。當發現許多精緻的大量偽幣後，讓他苦思焦慮的想著該怎麼辦時，正好與前來探查的雷斯垂德探長商量對策。
- 喬康達夫人（La Gioconda）

在第4話登場。英國國家博物館展示的名畫「喬康達夫人的肖像（蒙娜麗莎的微笑）」的主角，雖然說本福爾摩斯的故事都是以擬人化狗為角色，可是她的肖像卻是個普通人類。
- 波麗（Polly，配音員：田中真弓）

在第5話登場。沒有雙親而住在貧民窟與布偶溫妮（Winnie）一起生活。父親（已故）也是位扒手。
莫里亞蒂從珠寶店的保險箱盜走「藍柘榴石」的時候，卻在不知情的情況下被她偷走了。她時常穿著男孩子的服裝，實際上她是個女孩子。
- 珠寶店的經理（Manager of Jewelry Store，電視版：加藤正之、劇場版：増岡弘）

在第5話登場。某個王族預留在此的藍柘榴石被莫里亞蒂教授給偷走。前來委託福爾摩斯調查。
- 蔬果店阿姨（The Greengrocer Aunt，電視版：片岡富枝、劇場版：小宮和枝）

在第5話登場。在貧民窟的街頭經營蔬果的女性，認識波麗。
- 男子（Man，電視版：小室正幸、劇場版：大塚芳忠、龍田直樹、西村智博）

在第5話登場。被史麥利與陶德駕駛的怪鳥般的無齒翼龍型飛機給嚇到的時候出現。在劇場版裡不只一人。
- 傑克·貝爾蒙（Jack Belmond，配音員：向殿麻美）

在第6話登場。與雙親住在「海豚島」（這是傑克寫的暗號，實際上是「威瑪島」）的男孩子。父親是威瑪島燈塔看守員。因為被莫里亞蒂率領的走私集團監禁，所以他使用的綠色氣球上綁了求救小紙條，希望有人可以救他們。
- 貝爾蒙先生（Mr. Belmond，配音員：喜多川拓郎）

在第6話登場。威瑪島的燈塔看守員。與妻子還有兒子·傑克三個人一起生活。
- 貝爾蒙夫人（Mrs. Belmond）

在第6話登場。很不情願的為莫里亞蒂帶領的走私集團的人做飯。
- 男子（Man，配音員：島香裕）

在第6話登場。對燈塔看守員說話的男子。
- 手下（Minion，配音員：廣瀨正志）

在第6話登場。走私集團的成員。
- 威金斯[18]（Wiggins，配音員：山田榮子）

在第7話登場。住在倫敦市中心的男孩子。是7人中的領導者。他的夢想是搭乘自己的船去冒險旅行。
與朋友們在玩遊戲被教授他們騷擾，前來調查的福爾摩斯與華生起先被他誤以為是莫里亞蒂的同夥，不久後解開誤會而和解。其後福爾摩斯提供車子的零件來做了一艘的小型明輪船，並一起同心協力進行追蹤莫里亞蒂帶走的兩個孩子。他於第26話再次登場。
- 比利[19]（Billy，配音員：羽村京子）

在第7話登場。住在倫敦市中心的男孩子。威金斯的部下。
- 愛倫·羅伊洛特[20]（Ellen Roylott，配音員：橫澤啟子）

在第8話登場。為了繼承龐大的財產而從美國回到英國。沒有想到卻被莫里亞蒂教授盯上她叔叔的恐龍化石。在美國有個未婚夫叫強尼。
- 強尼（Johnny，配音員：堀川亮）

在第8話登場。愛倫的未婚夫。是個從美國每天寫給愛倫的強健男性。但是收不到愛倫的消息而感到擔心，因此委託福爾摩斯調查。
- 羅伊洛特博士（Dr. Roylott，配音員：大塚周夫）

在第8話登場。愛倫的叔叔，是個考古學者，實際上他在10年前生病而死。莫里亞蒂為了欺騙不知情的愛倫，刻意假扮成他，並利用合成照欺騙愛倫。
- 萊桑德司令官（Commander Lysander，配音員：永井一郎）

在第9話登場。大英帝國海軍艦隊司令官。個性優柔寡斷而在猶豫要不要在泰晤士河進行戰鬥，被莫里亞蒂教授批評為「沒有常識」。
因為被莫里亞蒂他們偷走極機密開發的潛水艇代號哥布林1世（Goblin I），所以他委託福爾摩斯前來調查。萊桑德上校是他的雙胞胎哥哥。
- 副官（Adjutant，電視版：伊井篤史、劇場版：千葉繁）

在第9話登場。萊桑德司令官的左右手。擅長解讀旗語。
- 萊桑德上校（Colonel Lysander，配音員：永井一郎）

在第9話登場。探險家。發現盛沉在深海底的拿破崙龐大的財寶，而一躍成名。大英帝國海軍艦隊萊桑德司令官是他的雙胞胎弟弟。
兄弟倆的關係十分惡劣，他是個被財寶所蒙蔽而試圖擊退前來他的地盤的人物。船的名字叫鬥牛犬號（The Bulldog）。
- 衛兵（Guard，電視版：廣瀨正志、劇場版：大塚芳忠）

在第9話登場。萊桑德司令官的手下。
- 船員（Sailor，電視版：古田信幸、劇場版：龍田直樹）

在第9話登場。萊桑德司令官的手下。
- 餐廳的女孩（The Restaurant Girl，配音員：田中真弓）

在劇場版登場。
- 湯米（Tommy，配音員：納谷六朗）

在第10話登場。駕駛郵政飛機的飛行員。由於飛機故障出了問題（實際上是莫里亞蒂一夥干擾所致）無法進行配送，航空郵政被廢止前賣力做事而懊惱著。哈德遜夫人與哈德遜先生昔日的飛機夥伴。
- 伯爵（Count，配音員：村松康雄）

在第10話登場。哈德遜夫人的舊友。有著喜歡開車子在路上亂跑的興趣。被華生說是「亂跑老頭（暴走ジジイ）」。
- 吉爾摩爾先生（Mr. Gilmore，配音員：瀧口順平）

在第11話登場。擁有大筆金錢的富翁，還建造了屬於自己的金像存錢罐。由於吝嗇和古怪的脾氣，因此附近的居民都不喜歡他。
- 麥可·吉爾摩爾（Michael Gilmore，配音員：野澤雅子）

在第11話登場。大富翁吉爾摩爾的獨生子。由於父親是個吝嗇又沒感情的人，因此讓他看到鎮上的慘狀就感到很心痛，常常到托兒所去照顧小孩子。
- 瑪莉亞（Maria，配音員：橫尾麻里）

在第11話登場。麥可的家庭教師，時常在暗中幫助麥可。
- 阿姨（Aunt，配音員：片岡富枝）

在第11話登場。住在吉爾摩爾宅邸附近的居民。
- 吉姆（Jim）

在第11話登場。托兒所的孩子因為生病發燒而讓華生看病。
- 福卡斯先生（Mr. Focus，配音員：上田敏也）

在第12話登場。一位大富翁，不喜歡新事物。
- 愛蜜莉·福卡斯（Amilly Focus，配音員：瀧澤久美子）

在第12話登場。福卡斯的女兒，十分擔心父親的安危。
- 銀行家（Banker，配音員：廣瀨正志）

在第12話登場。推薦雷斯垂德買車的人。
- 馬車夫（Coachman，配音員：古田信幸）

在第12話登場。福卡斯家的馬車夫。
- 工作人員（Worker，配音員：古田信幸）

在第13話登場。負責搬運金塊的工作人員。
- 收貨負責人（Worker，配音員：廣瀨正志）

在第13話登場。負責搬運金塊的收貨負責人。
- 服務人員（Attendant，配音員：田口昂）

在第13話登場。負責搬運金塊的服務人員。
- 站長（Station Master，配音員：塚田正昭）

在第13話登場。負責搬運金塊的站長，為搬運金塊的車廂不見而感到焦慮。
- 布萊頓先生（Mr. Brydon，配音員：辻村真人）

在第14話登場。哈德遜夫人的朋友，一位研究海洋生物的人，他的宅邸養著一堆鑲有寶石的海洋生物，尤其最貴重的是鑲有鑽石的龍蝦。
- 漁夫（Fisherman，配音員：西川幾雄）

在第14話登場。福爾摩斯與華生在鑽石龍蝦失竊時詢問的漁夫，從他口中得知前陣子有顧客租了一艘船和買了一堆龍蝦。
- 佩里遜先生（Mr. Perison，配音員：廣瀨正志）

在第15話登場。雕刻家。由於兒子柯皮特被莫里亞蒂做為人質，而被莫里亞蒂教授強迫製作無齒翼龍的黃金像。
- 佩里遜夫人（Mrs. Perison，配音員：彌永和子）

在第15話登場。丈夫和兒子在回國前突然失蹤，福爾摩斯覺得事件不單純，所以就前去拜訪她，從那得知綁架他丈夫和兒子的是莫里亞蒂一夥人做的。
- 柯皮特·佩里遜（Copit Perison，配音員：羽村京子）

在第15話登場。佩里遜夫婦的兒子，被莫里亞蒂要脅做為人質，逼他父親幫教授完成黃金像。
- 莫利夫人（Mrs. Morley，配音員：片岡富枝）

在第15話登場。已故的丈夫和沒音訊的兒子10年前在印度是做雕像的。由於她眼睛不好，以至於有人假冒她的兒子使用屋子來製作金的雕像，完全沒讓她察覺有異。
- 威札德勳爵（Lord Wizard，配音員：藤本讓）

在第16話登場。威廉的爺爺。曾經花了30年的時間冒險的冒險家，打算和好友分享他的寶物和經歷演說，然而為了如此還邀請福爾摩斯與華生來參加展覽。
- 威廉·威札德（William Wizard，配音員：松尾佳子）

在第16話登場。名門望族威札德家的後裔。愛稱：威利（Willy）。在福爾摩斯與華生要去調查威札德家荒廢的古城時偷偷的躲起來跟著去，並意外的發現威札德家的寶物。
- 客人（Quest，配音員：羽村京子）

在第16話登場。威札德勳爵邀請來的女性。
- 大衛（David，配音員：島田敏）

在第17話登場。在長笛比賽上擁有榮獲銀牌的實力。與情人瑪麗將來允諾要結婚。然而不慎被捲入莫里亞蒂的事件中，被教授監禁起來。
- 瑪麗（Mary，配音員：佐佐木留恩）

在第17話登場。大衛的情人，將來允諾要結婚的，在比賽前和大衛一起在河中划船，不慎被莫里亞蒂做的事情中帶走大衛，找來雷斯垂德探長也無所獲，因此前來貝克街委託福爾摩斯來找他的情人大衛。
- 船長（Captain，配音員：田口昂）

在第17話登場。被莫里亞蒂一夥操縱的怪物船給嚇到的船長，並要求全體船員棄船逃走。
- 齊克（Chic，配音員：堀川亮）

在第18話登場。巴黎美術學校的學生，被莫里亞蒂一夥綁架，被迫臨摹繪畫的複製品。
- 妮可兒（Nicole，配音員：松井菜櫻子）

在第18話登場。巴黎美術學校的學生，被莫里亞蒂一夥綁架，被迫臨摹繪畫的複製品。
- 柯林（Collin，配音員：古田信幸）

在第18話登場。巴黎美術學校的學生，被莫里亞蒂一夥綁架，被迫臨摹繪畫的複製品。
- 羅伯爾（Robert，配音員：難波圭一）

在第18話登場。巴黎美術學校的學生，因為他單獨行動而平安誤事，委託福爾摩斯尋找失蹤的3人。
- 夏目金之助（Natsume Kinnosuke，配音員：速水獎）

在第19話登場。來自日本的留學生。使用天生的智慧智慧協助福爾摩斯。他被描寫成穿著日本和服的人。
- 博物館館長（Museum Curator，配音員：上田敏也）

在第19話登場。大英博物館的館長。他在介紹羅賽塔石碑時因為獨厚英國人，因此引起來到博物館的各國人士不滿。
- 法國人（The French，配音員：村松康雄）

在第19話登場。從法國來大英博物館參觀的人士，不滿英國人老是說自己高高在上的模樣，實際上他卻和莫里亞蒂他們暗中同夥偷走羅賽塔石碑。他被描寫成穿著法國軍服的人。
- 學者（Academician，配音員：石森達幸）

在第19話登場。來到大英博物館參觀的人士。
- 金漢董事長（Mr. Gingham，配音員：北村弘一）

在第20話登場。飛行船白銀號的董事長，公司中的白銀曾被預告會被偷走，但未達共識而未報警，所以前來委託福爾摩斯查案。
- 白銀號船長（Captain The Silver，配音員：藤本讓）

在第20話登場。福爾摩斯與華生搭乘的飛行船白銀號的船長。
- 農夫（Farmer，配音員：廣瀨正志）

在第20話登場。雷斯垂德追捕莫里亞蒂時遇到的農夫，好幾次都差點被探長撞上，讓他感覺非常倒楣。
- 愛琳·克里斯多福（Irene Christopher，配音員：瀧澤久美子）

在第21話登場。第2代怪盜克里斯多福。她擁有不輸給男人的體能與智力，並來採取行動，某天她盜走寶物時正好遇到莫里亞蒂一夥，並讓他們成為她的犯罪替身。
父親克里斯多福死後，她和母親都很傷心，然而有天她發現了父親寫的舊日記，得知父親就是20年前風靡一時「怪盜克里斯多福」，然後繼承父親的遺志，成為第2代怪盜克里斯多福。
- 怪盜克里斯多福（Christopher The Phantom Thief）

在第21話登場。愛琳的父親。第1代怪盜克里斯多福，犯罪的時候會在現場留下紅玫瑰與預告信，在20年前失去蹤影，據愛琳的說法那時他得了疾病過世了。
- 女傭（Maid，配音員：羽村京子）

在第21話登場。愛琳的女傭。
- 警備隊長（Captain of the Watch，配音員：鄉里大輔）

在第21話登場。維多利亞女王城堡周圍的警備隊長，在雷斯垂德提出要求保護城堡的安危時，他以不屑的態度對雷斯垂德說人手已經夠了，而且不要打擾他們。
- 麥克班恩先生（Mr. MacBain，配音員：曾我部和行）

在第22話登場。航空工程師。被其他人稱為：麥克（Mack）。莫里亞蒂一夥本來要偷走在飛機比賽而製作的新型引擎。因為那個影響而受到挫折而被福爾摩斯他們鼓勵後才振作起來，並使用別的引擎來比賽。他是哈德遜夫人過世的丈夫吉姆尊敬的人物，也是哈德遜夫人的舊識。
- 海倫·麥克班恩（Helen McBain，配音員：高島雅羅）

在第22話登場。麥克班恩的妻子。她在一旁支持者丈夫的工作，在麥克班恩因為失去引擎而沮喪時，她也在一旁安慰著他。
- 消防隊長（Fire Chief，配音員：峰惠研）

在第22話登場。幫麥克班恩的工廠滅火的消防隊長，後來聽到一位消防隊員說一輛消防車不見了（實際上是被莫里亞蒂一夥偷走）讓他非常吃驚。
- 消防隊員（Firefighter，配音員：廣瀨正志）

在第22話登場。幫麥克班恩的工廠滅火的消防隊員，他報告隊長有一輛消防車不見了。
- 哈拉斯先生（Mr. Halas，配音員：村松康雄）

在第23話登場。外交部的官員。初登場是一位在火車上不苟顏笑而帶著一隻鸚鵡的人，在鸚鵡被莫里亞蒂偷走後委託福爾摩斯接手這個「重要的國家機密」，並要福爾摩斯把希維治給找出來。
- 希維治先生（Mr. Hiwige，配音員：塚田正昭）

在第23話登場。印度富商，哈拉斯邀請來倫敦參加盛大招待會的貴賓，但他卻被莫里亞蒂一夥綁架到一個鄉下地方，後被福爾摩斯他們救出。
- 鸚鵡（Parrot，配音員：塚瀨紀子）

在第23話登場。希維治的鸚鵡，在希維治失蹤時由哈拉斯代拿保護。嘴裡隱藏的機密在希維治說某印度話後得知的密文是「紅女王號上有武器（レッドクイーン号、武器あるよ）」。
- 經理（Manager，配音員：田口昂）

在第23話登場。希維治下榻飯店的經理，他對前來的福爾摩斯與華生說希維治先生在昨天出門後就沒回來了，而且還說他非常喜愛繪畫動物。
- 艾姆斯董事長（Mr. Ames，配音員：加藤治）

在第24話登場。打算用珠寶收買莫里亞蒂一夥偷來的大笨鐘，但卻在要給莫里亞蒂他們報酬時被福爾摩斯使用的留聲機欺騙，以為莫里亞蒂給他的是假的，後來莫里亞蒂證明了真假大笨鐘後，才打算付給莫里亞蒂報酬。
- 牧場主人（Rancher，配音員：古田信幸）

在第24話登場。福爾摩斯與華生去調查牛奶瓶時拜訪的牧場主人，也讓他從牛奶味道判斷出原產地北西。
- 哈珊殿下（Prince Hassan）

在第24話登場。艾姆斯董事長邀請來的阿拉伯來買家，他看到如此美麗的大笨鐘後打算買下他，在雷斯垂德探長來時打算逃走。
- 班森先生（Mr. Benson，配音員：塚田正昭）

在第25話登場。開珠寶店的店主，接待由史麥利與莫里亞蒂偽裝成一對夫婦時，故意發生內鬨，使莫里亞蒂趁機偷走寶石，在得手後與史麥利一起出門。後來發現寶石不見了，而委託福爾摩斯調查尋回。
- 普莉（Pully，配音員：及川曈）

在第25話登場。一個女孩，在公園裡與朋友為了一個洋娃娃爭吵，當時扮成婦人的陶德把自己的洋娃娃給了她的朋友，讓雙方都有得玩，讓她一臉不悅。只是她有著小惡魔的個性，說些小謊而使壞，不過也因為如此讓教授他們感到非常棘手。
- 瑪塔（Martha，配音員：青木和代）

在第25話登場。照顧普莉的親戚，感覺像是褓姆，她有著豪爽性格和強健的力氣來教訓欺負普莉的教授他們的女人。但是，被福爾摩斯誇說「妳表現的非常強悍。」，她覺得很不好意思，她說情急之下才會這麼做。
- 哈里斯夫人（Mrs. Harris，配音員：羽村京子）

在第25話登場。收購洋娃娃的女店主，她告訴福爾摩斯說瑪塔是普莉的親戚，說她們將會在下午2點搭船出去。在得知消息的福爾摩斯與華生就趕快趕到那並搭上那艘船，然後找到那兩人，拿回了藏在洋娃娃中的寶石。
- 伊麗莎白·雷克里夫（Elizabeth Racliff，配音員：玉川砂記子）

在第26話登場。原本要與杜蘭家的兒子奧瑪特舉行婚禮的新娘，但卻在前來的途中與父親消失了蹤影。其實她不喜歡這場婚禮，因為她在印度時認識瑪哈拉迦第三王子阿巴強，他們倆相愛，可是卻被父親雷克里夫勳爵硬生生拆散，而傷心地讓她想得到自由，最後她與阿巴強王子搭乘船「愛麗西亞號」私奔了。
- 雷克里夫勳爵（Lord Racliff）

在第26話登場。新娘伊麗莎白的父親，在與伊麗莎白婚前做禮拜時被莫里亞蒂教授他們綁架。他因為生意的關係，想利用政治婚姻，把伊麗莎白嫁給另一位有錢人，其對象就是杜蘭家的奧瑪特。
- 愛麗絲（Alice，配音員：西宏子）

在第26話登場。伊麗莎白的女傭。知道伊麗莎白深愛印度瑪哈拉迦第三王子阿巴強的事情，希望福爾摩斯他們不要去找伊麗莎白小姐，因為她知道小姐想和阿巴強王子在一起。
- 奧瑪特·杜蘭（Ohmart Doran）

在第26話登場。原本預定與雷克里夫勳爵的女兒伊麗莎白結婚的新郎，但卻等不到伊麗莎白前來，後來從雷克里夫家的女傭愛麗絲口中得知兩人消失不見的消息，非常的痛心。
- 杜蘭先生（Mr. Doran，配音員：藤本讓）

在第26話登場。新郎奧瑪特的父親，在福爾摩斯與華生的幫助下救出被莫里亞蒂他們綁架的雷克里夫勳爵，但是沒找到伊麗莎白。後來他與杜蘭從福爾摩斯口中得知，伊麗莎白可能被阿巴強王子帶走的消息，讓他們倆非常的氣憤。
- 阿巴強（Abajan，配音員：難波圭一）

在第26話登場。印度瑪哈拉迦第三王子。為了追逐伊麗莎白而來到倫敦，而他為了不讓莫里亞蒂盯上伊麗莎白的傳家寶「綠寶石」胸針，而給了莫里亞蒂相當的胸針。最後他與伊麗莎白搭乘船愛麗西亞號（The Alicia）私奔了。

### 角色變成狗的理由
登場人物變成狗是義大利方面的要求。
導演宮崎駿表示，對於「名偵探福爾摩斯」這個企劃中的角色為何變成狗他深感疑惑，至今無法理解，「我自己也想不出理由來」，因為這是義大利方面的強烈要求，結果確定被敲定為狗。宮崎原本想讓福爾摩斯寄宿的房東哈德遜夫人是人類的想法，還有讓超人般的福爾摩斯在人類的面前變得很老實的狀況，這樣的設定，但卻因為那想法是不自然的，所以義大利方面沒有接受這想法。
但是結果，超人般的人類主角在很多宮崎相關作品裡都有將動物擬人化後成為主角的映象作品但不包括本作品（「紅豬的波魯克是因為詛咒變成豬的樣子，其意義並不相同」），因此本作品的特殊性非常顯著。
日義兩方討論的結果是，狗的特徵只在人類不可能做到的跳躍等動作方面在這故事裡活躍，另外雷斯垂德探長嗅聞信的味道也表現出了狗的特徵。

## 工作人員
- 原作：亞瑟·柯南·道爾
- 製作：藤岡豐、魯奇安諾·史卡法
- 製作人：高橋美光
- 原創·想法：馬可·帕哥特
- 圖畫設計：吉·帕哥特
- 導演：御廚恭輔、宮崎駿（第3話～第5話、第9話～第11話）
- 系列構成：山崎敬之、島崎真弓
- 人物設計：近藤喜文
- 美術監督：影山仁、山本二三
- 攝影監督：若菜章夫、高橋宏固
- 音樂：羽田健太郎（劇場版：村松邦男）
- 音樂監督：鈴木清司（只有電視版）
- 錄音監督：伊達康將（劇場版：斯波重治）
- 編輯：掛須秀一、瀨山武司
- 製作擔任：水沼健二、木村健吾、竹內孝次
- 演出助手：高本宣弘、水谷貴哉
- 演出輔導：片淵須直
- 原畫：松岡秀明、田中二郎、佐藤雄三、市下聰、辻初樹、小和田良博、小西洋子、笠原慎介、友永和秀、丹內司、富澤信雄、篠原征子、丸山晃一、田中敦子、山內昇壽郎、道旗義宣、櫻井陽子、遠藤正明、二木真希子、松本小百合、古田詔治、荒野真理子、青梅房子、阿部司、佐藤徹、山本哲也、浦谷千惠、堤純子、塚田洋子、大平直樹、飯田高廣、青木哲朗、松原德弘 其他
- 動畫：伊藤由起子、片田敬信、岡野幸男、高木廣行、栗原映子、松尾佳昭、赤羽良明、落合大門、長谷川信浩、木谷薫、佐佐木文雄、富澤惠子、土岐弥生、八崎健二、植田均、河內明子、藤村和子、原惠子、小林彌生、諸橋健司、吉野高夫、矢野雄一郎、新留理惠、齊藤利子、立木康子、林雅子、宮崎渚、小野昌則、森川聰子、野口寛明、片山一良、增田敏彥、佐佐木昇、舘野仁美 其他
- 作畫協力：Gallop、蟻製作・草間藝術、喔！製作、S·You·Raoho・、Studio Take、Telecom Animation Film
- 色指定：山本雅世、近藤浩子、山本智子、橋本直子
- 彩色：E&G世界製作、IM北齋工作室、Telecom Animation Film
- 背景：千葉康之、牧野輝茂、脇猛志、加藤良惠、松浦裕子、久村佳津、小關陸夫、太田清美、內田勉、遠藤久美子、廣井達也、加福千津子、森川弘美、吉川浩、程塚真由美、石渡典子、山口俊和、豐嶋錦 其他
- 美術：現代製作集團、TAF、風雅工作室、閣樓工作室、小林製作、迷你藝術
- 攝影：杉村重郎、枝光弘明、羽山泰功、小堤勝哉、池端隆史、坂田美保、宮內征雄、細野正、平山昭夫、安津畑隆、大田勝美、小林武男、白神孝治、清水泰宏、白井久男、北村典子、大藤哲生、佐伯清、黑田洋一、池田知美
- 選曲：合田豐
- 效果：東洋音響（劇場版：依田安文（嘶嘶聲聲音創作））
- 錄音技術：丹波晴道
- 標題設計：高具工房
- 製作進行：神田修吉、佐藤育郎、笹原克彥、小板橋司、山路晴久、小笠忠孝、押切直之
- 錄音製作：東北新社（劇場版：綜合推廣）
- 現像：東洋現像所
- 製作協力：東京電影、Gallop、Telecom Animation Film
- 製作：東京電影新社、RAI、REVER

## 主題歌
- 片頭曲「來自天空散落的故事（空からこぼれたSTORY）」(第1話~第26話)
  - 作詞：三浦德子、作曲：佐藤健、編曲：福井峻、歌：Da capo
- 片尾曲「泰晤士河的舞蹈（テームズ河のDANCE）」(第1話~第26話)
  - 作詞：三浦德子、作曲：山中則正、編曲：福井峻、歌：Da capo

※主題歌的黑膠單曲唱片，由「德間JAPAN」發售。

### 標題播映表
| 話數 | 日本副標題                   | 中文副標題                   | 播映日         | 腳本     | 分鏡       | 演出     | 作畫監督             |
| ---- | ---------------------------- | ---------------------------- | -------------- | -------- | ---------- | -------- | -------------------- |
| 1    | 彼がうわさの名探偵           | 他是傳說中的名偵探           | 1984年11月6日  | 荒木芳久 | 奧田誠治   | 早川啟二 | 丹內司               |
| 2    | 悪の天才 モリアーティ教授    | 邪惡天才 莫里亞蒂教授        | 1984年11月13日 | 荒木芳久 | 早川啟二   | 早川啟二 | 山內昇壽郎           |
| 3    | 小さなマーサの大事件!?       | 小瑪莎的大事件！？           | 1984年11月20日 | 宮崎駿   | 宮崎駿     | 宮崎駿   | 近藤喜文             |
| 4    | ミセス・ハドソン人質事件     | 哈德遜夫人人質事件           | 1984年11月27日 | 片淵須直 | 宮崎駿     | 宮崎駿   | 近藤喜文             |
| 5    | 青い紅玉（ルビー）           | 藍柘榴石                     | 1984年12月4日  | 片淵須直 | 宮崎駿     | 宮崎駿   | 近藤喜文             |
| 6    | 緑の風船の謎をとけ!          | 解開綠色氣球的謎團           | 1984年12月11日 | 荒木芳久 | 荒木伸吾   | 所純生   | 田中平八郎、柳野龍男 |
| 7    | 大追跡!ちびっこ探偵団        | 大追蹤！小傢伙偵探團         | 1984年12月18日 | 荒木芳久 | 奧田誠治   | 奧田誠治 | 山內昇壽郎           |
| 8    | まだらのひも                 | 花斑帶                       | 1984年12月25日 | 荒木芳久 | 早川啟二   | 早川啟二 | 山內昇壽郎           |
| 9    | 海底の財宝                   | 海底的財寶                   | 1985年1月8日   | 片淵須直 | 宮崎駿     | 宮崎駿   | 丹內司               |
| 10   | ドーバー海峡の大空中戦!      | 多佛海峽的大空中戰！         | 1985年1月15日  | 片淵須直 | 宮崎駿     | 宮崎駿   | 友永和秀             |
| 11   | ねらわれた巨大貯金箱         | 被盯上的巨大存錢罐           | 1985年1月22日  | 伊藤敏也 | 富澤信雄   | 富澤信雄 | 近藤喜文             |
| 12   | 教授嵐の大失敗!!             | 教授暴風雨的大失敗！         | 1985年1月29日  | 荒木芳久 | 所純生     | 所純生   | 田中平八郎           |
| 13   | 貨車が消えた!?教授の大魔術   | 貨車消失了！？教授的大魔術   | 1985年2月5日   | 伊東恆久 | 奧田誠治   | 奧田誠治 | 北原健雄、古田詔治   |
| 14   | 珍味!さんごのロブスター      | 山珍海味！珊瑚的龍蝦         | 1985年2月12日  | 荒木芳久 | 小華和為雄 | 早川啟二 | 田中保               |
| 15   | 見たか!ピカピカの大どろぼう  | 看見了！閃亮的大賊           | 1985年2月19日  | 荒木芳久 | 早川啟二   | 早川啟二 | 山內昇壽郎           |
| 16   | 魔城！ホームズ 生か死か?     | 魔城！福爾摩斯 是生是死？    | 1985年2月26日  | 伊東恆久 | 奧田誠治   | 奧田誠治 | 北原健雄、田中平八郎 |
| 17   | テムズ川の怪物               | 泰晤士河的怪物               | 1985年3月5日   | 伊東恆久 | 湯山邦彥   | 早川啟二 | 田中保               |
| 18   | ネス湖に散ったドジ作戦!      | 散落在尼斯湖的失敗作戰       | 1985年3月12日  | 山鳥早起 | 早川啟二   | 早川啟二 | 田中保               |
| 19   | 漱石・ロンドン凧合戦!        | 漱石·倫敦風箏合戰            | 1985年3月19日  | 石堂淑朗 | 奧田誠治   | 奧田誠治 | 北原健雄、古田詔治   |
| 20   | 飛行船しろがね号を追え!      | 追逐飛行船白銀號！           | 1985年3月26日  | 荒木芳久 | 水谷貴哉   | 水谷貴哉 | 北原健雄、高坂希太郎 |
| 21   | ブンブン!はえはえメカ作戦    | 嗡嗡！蒼蠅誘餌機械作戰       | 1985年4月15日  | 荒木芳久 | 水谷貴哉   | 水谷貴哉 | 道籏義宣             |
| 22   | ハチャメチャ飛行機大レース!? | 混亂飛機大賽！？             | 1985年4月22日  | 荒木芳久 | 奧田誠治   | 水谷貴哉 | 北原健雄             |
| 23   | 知恵くらべ!オウム対教授      | 智慧比一比！鸚鵡對教授       | 1985年4月29日  | 荒木芳久 | 奧田誠治   | 早川啟二 | 田中保               |
| 24   | 聞け!モリアーティ讃歌        | 聽吧！莫里亞蒂讚美歌         | 1985年5月6日   | 伊東恆久 | 小華和為雄 | 棚澤隆   | 小林一幸             |
| 25   | 大混乱!人形すりかえ事件      | 大混亂！洋娃娃調包事件       | 1985年5月13日  | 荒木芳久 | 早川啟二   | 早川啟二 | 山內昇壽郎           |
| 26   | さよならホームズ!最後の事件  | 再見了！福爾摩斯！最後的事件 | 1985年5月20日  | 山鳥早起 | 早川啟二   | 早川啟二 | 山內昇壽郎           |

## 劇場版
在電視版播出前的1984年3月11日，由宮崎駿執導的「藍柘榴石」與「海底的財寶」兩集，與《風之谷》同時上映。
宮崎駿導演的集數，當初僅有海外市場用的英語發音版，並沒有製作日語配音版本，因此包括以擔任福爾摩斯配音的柴田侊彥為首的配音陣容、台詞、登場人物的名字、剪輯、音效、配樂均與電視版播出時有所差異，因此以「劇場版」的名稱來做區隔。宮崎駿在當時因為製作《風之谷》而分身乏術，所以錄音工作是交由高畑勳與片淵須直來擔任。
由於牴觸著作權的因素，在劇場版中只好以列出字幕標示「本作品並非基於柯南·道爾的著作物所製作」的方式來迴避，並將登場人物的名字改動。諸如莫里亞蒂教授變成莫羅亞契教授、哈德遜夫人變成艾里遜夫人、雷斯垂德探長變成雷斯傳特探長。在上映當時的對白裡，福爾摩斯他是以夏貝克·福爾摩斯（Sherbeck Holmes）來自我介紹，但仍可從中聽出夏貝克的「貝」在發音部分，是從其他台詞的音軌中擷取而覆蓋掉的痕跡。另外，DVD版中的字幕則是打成「夏洛克」。
在義大利播出版的初期集數，片長比日本播出版較長。這是因為與《風之谷》一起上映的劇場版裡，有些場景在電視版播出時被剪掉了，電視版的配音、配樂也重新錄製。1986年的《天空之城》同時上映「哈德遜夫人人質事件」與「多佛海峽的大空中戰！」是在電視版播出結束後公映的劇場版，除了打上映倫的標誌以外，內容都與電視版相同（因此宮崎還是有涉及「執導」的工作）。
柴田侊彥配音的「劇場版」，製作《風之谷》的德間書店在1984年同時上映時得到東京電影新社同意，因此在其後也得以影音產品化，並在衛星電視頻道播出。
1984年3月25日時，以《名偵探福爾摩斯》（劇情篇）發行了黑膠唱片與卡式錄音帶音源，由德間JAPAN（現為德間日本通信）在「Animage Record」的品牌系列下發售。

### 主題歌
- 劇場版主題曲：「再見！甜蜜的心（グッドバイ・スウィートハート）」
  - 作詞：竹花市子、作曲：村松邦男、編曲：村松邦男、乾裕樹、歌：桑名晴子
- 劇場版片尾曲：「冒險的不在場證明（冒険のアリバイ）」
  - 作詞：竹花市子、作曲：村松邦男、編曲：村松邦男、乾裕樹、歌：桑名晴子

## 相關書籍
包含宮崎執導的劇場版在內的相關發行書籍如下，均為德間書店所出版。
- Animage 文庫
  - （池田憲章·篇）『名偵探福爾摩斯（1）「藍柘榴石（青い紅玉）」』ISBN 4196695205
  - （池田憲章·篇）『名偵探福爾摩斯（2）「海底的財寶（海底の財宝）」』ISBN 4196695213
  - （町田知之·篇）『名偵探福爾摩斯（3）「小委託人（小さな依頼人）」』ISBN 4196695329
  - （Animage編輯部·篇）『名偵探福爾摩斯（4）「索維林金幣的行蹤（ソベリン金貨の行方）」』ISBN 4196695337
  - （只野和美·篇）『名偵探福爾摩斯（5）「哈德遜夫人人質事件（ミセス・ハドソン人質事件）」』ISBN 4196695353
  - （池田憲章·篇）『名偵探福爾摩斯（6）「多佛的白璧（ドーバーの白い崖）」』ISBN 4196695361
- 吉卜力公司分鏡全集　   
  - 『分鏡全集 第2期4 名偵探福爾摩斯』宮崎駿／分鏡·演出 德間書店吉卜力工作室事業本部 2003年6月 ISBN 4198616795（「小瑪莎的大事件！？」、「哈德遜夫人人質事件」、「藍柘榴石」）
  - 『分鏡全集 第2期5 名偵探福爾摩斯』宮崎駿／分鏡·演出 德間書店吉卜力工作室事業本部 2003年6月 ISBN 4198616809（「海底的財寶」、「多佛海峽的大空中戰！」、「被盯上的巨大存錢罐」）

劇場版的書籍化如下所示。全是德間書店。   
- 德間動畫繪本   
  - 德間動畫繪本<26>『名偵探福爾摩斯 劇場版1（「藍柘榴石」、「海底的財寶」）』ISBN 4198618437
  - 德間動畫繪本<27>『名偵探福爾摩斯 劇場版2（「哈德遜夫人人質事件」、「多佛海峽的大空中戰！」）』ISBN 4198618771

## 影音產品

### 電視系列
- 『德間珍藏 名偵探福爾摩斯 DVD-BOX』（全26話）德間書店·發售、拓荒者LDC（現創遠環球娛樂日本）·發售 2001年3月23日 PIBA-3020
- 『名偵探福爾摩斯 DVD-BOX』（全26話）創遠娛樂（現為創遠環球娛樂日本）2005年6月24日 GNBA-3020（PIBA-3020的新價錢再發售）
- 『萬代影視 EMOTION the Best 名偵探福爾摩斯 DVD-BOX』（全26話）萬代影視2011年1月28日 BCBA-3977（萬代影視出的廉價版，PIBA-3020不包括收錄特別版的小冊子和圖像版集）

（以下是電視動畫，停產。2012年10月現在）   
- VHS·Betamax『名偵探福爾摩斯1』（「藍柘榴石」、「小委託人」）1984年11月10日 德間通信 9800圓
- VHS·Betamax『名偵探福爾摩斯2』（「哈德遜夫人人質事件」、「多佛的白壁」）1984年11月10日 德間通信 9800圓
- VHS·Betamax『名偵探福爾摩斯3』（「索維林金幣的行蹤」、「海底的財寶」）1984年11月25日 德間通信 9800圓
- 鐳射影碟『名偵探福爾摩斯大全集』（第1話～第26話）1991年1月1日 德間書店 TKLO-50023 52600圓
- VHS『名偵探福爾摩斯大全集1』1991年1月1日 德間書店 TKVO-60120 13440圓
- VHS『名偵探福爾摩斯大全集2』1991年1月1日 德間書店 TKVO-60121 13440圓
- VHS『名偵探福爾摩斯大全集3』1991年1月1日 德間書店 TKVO-60122 13440圓
- VHS『名偵探福爾摩斯大全集4』1991年1月1日 德間書店 TKVO-60123 13440圓
- VHS『名偵探福爾摩斯大全集5』1991年1月1日 德間書店 TKVO-60124 13440圓
- VHS『名偵探福爾摩斯大全集6』1991年1月1日 德間書店 TKVO-60125 13440圓
- VHS『名偵探福爾摩斯大全集7』1991年1月1日 德間書店 TKVO-60126 13440圓
- VHS『名偵探福爾摩斯 家庭版』1999年12月1日 索尼影視娛樂
- VHS『名偵探福爾摩斯1』（第1話～第3話、第6話）1999年12月1日 索尼影視娛樂 JVS-00785
- VHS『名偵探福爾摩斯2』（第5話、第7話、第12話、第8話）1999年12月1日 索尼影視娛樂 JVS-00786
- VHS『名偵探福爾摩斯3』（第9話、第13話、第15話、第20話）1999年12月1日 索尼影視娛樂 JVS-00787
- VHS『名偵探福爾摩斯4』（第11話、第14話、第16話、第18話）1999年12月1日 索尼影視娛樂 JVS-00788
- VHS『名偵探福爾摩斯5』（第4話、第19話、第17話、第23話、第21話）1999年12月1日 索尼影視娛樂 JVS-00789
- VHS『名偵探福爾摩斯6』（第10話、第25話、第24話、第22話、第26話）1999年12月1日 索尼影視娛樂 JVS-00790
- DVD『名偵探福爾摩斯I（1）』（第1話～第6話）拓荒者LDC 2001年12月21日 PIBA-302001
- DVD『名偵探福爾摩斯II（2）』（第7話～第12話）拓荒者LDC 2001年12月21日 PIBA-302002
- DVD『名偵探福爾摩斯III（3）』（第13話～第18話）拓荒者LDC 2001年12月21日 PIBA-302003
- DVD『名偵探福爾摩斯IV（4）』（第19話～第24話）拓荒者LDC 2001年12月21日 PIBA-302004
- DVD『名偵探福爾摩斯V（5）』（第25話～第26話）拓荒者LDC 2001年12月21日 PIBA-302005 （映像特典：各話預告集/節目宣傳現場（14種）/無字幕OP&ED/英語版OP/宮崎駿的其他圖像版（127張·靜止畫））
- DVD『名偵探福爾摩斯 DVD-BOX』德間書店 2001年3月23日

### 劇場版
- 德間書店
  - 『劇場版 名偵探福爾摩斯』（收錄「藍柘榴石」、「海底的財寶」），1991年11月25日發售 TKLO-50056 5913圓
- 博偉家庭娛樂「吉卜力全珍藏特別版　TMS東京電影作品」   
  - 『劇場版 名偵探福爾摩斯』（收錄「藍柘榴石」、「海底的財寶」）
  - DVD 2002年5月24日發售 約46分 VWDZ-8028（映像特典：分鏡映像（本故事與完全連結分鏡全部收錄）、劇場預告集2種（約5分）、訪談黑澤明vs宮崎駿（「活在戀愛的電影裡・黒澤明與宮崎駿」1993年度作品）、Telecom工作人員座談會），VHS 1999年11月19日發售 停產 約46分 VWSZ-8028
- 萬代影視
  - 『劇場版 名偵探福爾摩斯』（收錄「藍柘榴石」、「海底的財寶」），Blu-ray Disc 2008年7月25日發售 約46分 BCXA-0024

## 相關作品
遊戲書
- 威札德家的祕寶（ウィザード家の秘宝）「名偵探福爾摩斯」
- 下村家惠子·作：德間書店/Animage·遊戲文庫：1986：380圓

電腦遊戲
- 『名偵探福爾摩斯』德間通信，1984年，PC-8800系列。實時動作遊戲。

## 彈珠機台
- 2007年，菲爾茲或是畢斯蒂的名偵探福爾摩斯的小鋼珠機被公開。

## 外部連結
- （日語） 名偵探福爾摩斯｜TMS Entertainment
- （日語） 名偵探福爾摩斯 藍柘榴石之卷/海底的財寶之卷 ｜TMS Entertainment
- （日語） 名偵探福爾摩斯 哈德遜夫人人質事件之卷/多佛海峽的大空中戰之卷｜TMS Entertainment

| 朝日電視台 星期二19:00節目 | 朝日電視台 星期二19:00節目                       | 朝日電視台 星期二19:00節目 |
| -------------------------- | ------------------------------------------------ | -------------------------- |
|                            | 名偵探福爾摩斯 （1984年11月6日 — 1985年3月26日） |                            |
| 怪貓豬油糕                 | 藤子不二雄聖地 (19點00分-20點00分)               |                            |

| 朝日電視台 星期一19:00節目 | 朝日電視台 星期一19:00節目                       | 朝日電視台 星期一19:00節目 |
| -------------------------- | ------------------------------------------------ | -------------------------- |
|                            | 名偵探福爾摩斯 （1985年4月15日 — 1985年5月20日） |                            |
| 忍者服部君                 | 大都市小子                                       |                            |